# Sam and Mark
Sam and Mark sind das britische Popduo Sam Nixon und Mark Rhodes.

## Karriere
Beide starteten ihre Karriere 2003 als Teilnehmer von Pop Idol, der Casting-Show des britischen Fernsehsenders ITV. 
Ihre Debütsingle With a Little Help from My Friends, eine Coverversion des Beatles-Klassikers, erreichte am 21. Februar 2004 die Spitze der britischen Charts.
Da ihre zweite Single „The Sun has come your Way“ nicht die Top Ten erreichte, verloren sie ihren Plattenvertrag und beide fingen mit der Moderation an.
Zusammen mit Fearne Cotton moderierten sie Top of the Pop Saturday, welches später durch Top of the Pop Reloaded abgelöst wurde. Nach dem Sendeschluss von Top of the Popmoderieren sie nun die Kindershow Tmi.